# براد توماس
براد توماس (18 يناير 1972 في أستراليا - ) (بالإنجليزية: Brad Thomas)‏ هو لاعب كريكت أسترالي. لعب مع فريق تسمانيا للكريكت.

## وصلات خارجية
- براد توماس على موقع إي آس بي آن كريك إنفو (الإنجليزية)